# یوهان لیو
یوهان لیو (استونیایی: Juhan Liiv; ۳۰ آوریل ۱۸۶۴ – ۱ دسامبر ۱۹۱۳) یکی از مشهورترین شاعران استونی بود.
وی در سال ۱۹۰۹ کتابی از ۴۹۵ شعرهای خود را به چاپ رساند، مضمون بیشتر اشعار تحت تاثیر احساس غم و اندوه است احتمالاً متاثر از بیماری روانی و فقر وی بوده. معدود لیو درباره طبیعت و کشورش استونی سروده شده است.